# Xã Lynn, Quận Lehigh, Pennsylvania
Xã Lynn (tiếng Anh: Lynn Township) là một xã thuộc quận Lehigh, tiểu bang Pennsylvania, Hoa Kỳ. Năm 2010, dân số của xã này là 4.229 người.